# Laska (gioco)
Il Laska (o Lasca) è un gioco da tavolo per due giocatori inventato dal secondo campione mondiale di scacchi Emanuel Lasker e ispirato al Bashni, un variante russa della dama.

Posizione iniziale del gioco

## Regole del gioco
Il Laska si gioca tra due giocatori su una scacchiera con 25 caselle disposte su 7 file che si alternano con 4 e 3 caselle ciascuna. 
I due giocatori dispongono ciascuno di 11 pedine dello stesso colore, bianche per il giocatore che muove per primo e nere per l'avversario. In avvio di gioco le pedine vengono posizionate sulle prime 3 file, mentre quella centrale di 3 caselle resta inizialmente vuota.
I giocatori effettuano alternativamente una mossa ciascuno. Il movimento delle pedine è come nel gioco della dama: una casella in avanti in direzione diagonale. Una pedina avversaria può (e deve) essere saltata se è diagonalmente davanti a una delle pedine del giocatore di turno e la casella dietro è libera. I salti multipli se possibili sono obbligatori, ma non è necessario scegliere la mossa che fa saltare più pedine dell'avversario. Se una pedina raggiunge l'ultima fila dell'avversario viene promossa a "ufficiale" e da lì in poi può muoversi e saltare anche all'indietro. Gli ufficiali devono essere contrassegnati in qualche modo per distinguerli dalle normali pedine ma non esiste una regola standard per come farlo.
A differenza del gioco della dama, le pedine dell'avversario saltate dalle proprie non vengono mai rimosse dalla scacchiera, ma "imprigionate", cioè poste sotto la pedina che le ha saltate. Nel corso del gioco si vengono così a formare colonne di pedine di diverse altezze ed eventualmente di colori diversi, appartenenti al giocatore che possiede il colore della pedina superiore e con le stesse capacità di movimento e salto di quest'ultima. Se una colonna viene saltata a sua volta, solo la sua pedina superiore viene imprigionata, mentre il resto della colonna resta inalterato e potrebbe passare all'altro giocatore a seconda del colore della nuova pedina superiore. Pedine e colonne più basse possono saltare colonne più alte.
Vince chi per primo imprigiona tutte le pedine dell'avversario o lo priva di mosse legali.